# Nenomoshia aeraria
Nenomoshia aeraria är en fjärilsart som beskrevs av Edward Meyrick 1909. Nenomoshia aeraria ingår i släktet Nenomoshia och familjen vecklare. Inga underarter finns listade i Catalogue of Life.